# تابع پوشا
در ریاضیات تابع {\displaystyle f:X\to Y} را پوشا (به انگلیسی: Surjective) می‌نامیم، هرگاه هر عضو مانند {\displaystyle y\in Y} با یک عضو مانند {\displaystyle x\in X} متناظر شده باشد، به گونه‌ای که {\displaystyle f(x)=y}. تابع {\displaystyle f} ممکن است بیشتر از یک عضو از {\displaystyle X} را به یک عضو خاص از {\displaystyle Y} تصویر کند.
واژهٔ پوشا و واژه‌های مرتبط یک‌به‌یک و دوسویی توسط نیکلا بورباکی، تخلص گروهی از ریاضی دانان اساساً فرانسوی قرن بیستمی که کتاب‌های متعددی در مورد توضیح ریاضیات پیشرفته مدرن نوشتند، در سال ۱۹۳۵ معرفی شدند. واژهٔ پوشا به این معنی است که تصویر دامنهٔ تابع کاملاً برد تابع را می‌پوشاند.

یک تابع پوشا از دامنهٔ به برد. این تابع به این دلیل پوشا است که به ازای هر نقطه در برد حداقل یک نقطه در دامنه وجود دارد که.

## تعریف
تابع پوشا تابعی است که تصویر آن برابر بردش می‌باشد. یا به‌طور معادل تابع {\displaystyle f} با دامنهٔ {\displaystyle X} و برد {\displaystyle Y} پوشا است اگر به ازای هر {\displaystyle y\in Y} وجود داشته باشد حداقل یک {\displaystyle x\in X} که {\displaystyle f(x)=y}. توابع پوشا برخی اوقات با یک پیکان راست پیما دو سر نمایش داده می‌شوند، مانند f: X ↠ Y.
{\displaystyle f:X\to Y}، آنگاه {\displaystyle f} پوشا است اگر
{\displaystyle \forall y\in Y;\exists x\in X;f(x)=y}.

## مثال‌ها
به ازای هر مجموعهٔ {\displaystyle X} تابع همانی بر روی {\displaystyle X} پوشا است.
تابع {\displaystyle f:Z\to \{0,1\}} با ضابطهٔ f(n) = n mod 2 (تابعی که اعداد زوج را به صفر و اعداد فرد را به یک تصویر می‌کند) تابعی پوشا است.
تابع {\displaystyle f:R\to R} با ضابطهٔ {\displaystyle f(x)=2x+1} پوشا (و حتی دو سویی) است، چون به ازای هر عدد حقیقی {\displaystyle y}
{\displaystyle x=(y-1)/2} ای وجود دارد به گونه‌ای که {\displaystyle f(x)=y}.
تابع {\displaystyle f:R\to R} با ضابطهٔ f(x) = x3 - 3x پوشا است زیرا تصویر معکوس هر عدد حقیقی {\displaystyle y} مجموعه جواب معادلهٔ درجه سه x3-3x-y=۰ است و هر چند جمله‌ای درجهٔ سه با ضرایب حقیقی حداقل یک ریشهٔ حقیقی دارد. اگر چه این تابع یک به یک (و در نتیجه دوسویی) نیست زیرا برای مثال تصویر معکوس {\displaystyle y=2} مجموعهٔ {\displaystyle \{x=-1,x=2\}} است. (درحقیقت، تصویر معکوس این تابع به ازای هر {\displaystyle -2<=y<=2} بیشتر از یک عضو دارد)
تابع {\displaystyle g:R\to R} با ضابطهٔ g(x) = x² پوشا نیست زیرا هیچ عدد حقیقی مانند {\displaystyle x} وجود ندارد که x² = -۱. اگرچه تابع {\displaystyle g:R\to Rnn} با ضابطهٔ g(x) = x² (با برد تحدید شده) پوشا است زیرا به ازای هر {\displaystyle y} از برد {\displaystyle Y} (اعداد حقیقی نامنفی) حداقل یک {\displaystyle x} در دامنه {\displaystyle X} (اعداد حقیقی) وجود دارد، به گونه‌ای که x² = y.
تابع لگاریتم طبیعی ln: (0,+∞) → R یک نگاشت پوشا و حتی دوسویی از مجموعهٔ اعداد حقیقی مثبت به مجموعهٔ تمام اعداد حقیقی است. وارون این تابع، تابع نمایی، پوشا نیست زیرا هم‌دامنه‌اش مجموعهٔ اعداد حقیقی و دامنه اش مجموعهٔ تمام اعداد حقیقی در نظر گرفته می‌شود.این در صورتی است که برد فقط اعداد حقیقی مثبت است و نه کل اعداد حقیقی.
The matrix exponential is not surjective when seen as a map from the space of all n×n matrices to itself. It is, however, usually defined as a map from the space of all n×n matrices to the general linear group of degree n, i.e. the group of all n×n invertible matrices. Under this definition the matrix exponential is surjective for complex matrices, although still not surjective for real matrices.
افکنش از یک ضرب دکارتی A * B به یکی از عواملش پوشا است.
در یک بازی ویدئویی سه بعدی بردارها به وسیلهٔ یک تابع پوشا بر روی یک نمایشگر صفحه تخت دو بعدی تصویر می‌شوند.

## خواص
یک تابع دوسویی است اگر و تنها اگر پوشا و یک به یک باشد.
اگر چه یک به یک بودن تابع از روی نمودارش قابل تشخیص است اما پوشا بودن یا نبودن یک تابع را نمی‌توان از روی نمودارش متوجه شد.

### توابع پوشا و right invertible
تابع {\displaystyle g:Y\to X} right inverse تابع {\displaystyle f:X\to Y} گفته می‌شود اگر برای هر {\displaystyle f(g(y))}، {\displaystyle y\in Y}. (g توسط f خنثی می‌شود). به عبارت دیگر g یک right inverse لf است اگر ترکیب f و g (fog) تابعی همانی با دامنهٔ {\displaystyle Y} باشد. نیازی نیست که g complete inverse f باشد زیرا ترکیب f و g به صورت gof ممکن است تابع همانی با دامنهٔ {\displaystyle X} نباشد. به عبارت دیگر f، g را خنثی یا معکوس می‌کند اما لزوماً نمی‌تواند توسط g معکوس شود.
هر تابعی با یک right inverse لزوماً پوشا است. گزارهٔ هر تابع right inverse یک right inverse دارد با اصل موضوع انتخاب معادل است.
برای مثال، در شکل اول، تابع {\displaystyle g} ای وجود دارد به گونه‌ای که {\displaystyle g(c)=4}. همچنین تابعی مانند {\displaystyle f} وجود دارد به گونه‌ای که {\displaystyle g(4)=c}.

### کاردینالیتی دامنهٔ یک تابع پوشا
کاردینالیتی دامنهٔ یک تابع پوشا بزرگتر یا مساوی کاردینالیتی بردش است: اگر {\displaystyle f:X\to Y} یک تابع پوشا باشد، در نتیجه تعداد اعضای {\displaystyle X} حداقل برابر تعداد اعضای {\displaystyle Y} است.
مخصوصاً اگر {\displaystyle X} و {\displaystyle Y} متناهی و باتعداد اعضای برابر باشند، آنگاه {\displaystyle f:X\to Y} پوشا است اگر و تنها اگر یک به یک باشد.

### ترکیب و تجزیه
ترکیب توابع پوشا همیشه پوشا است:اگر f و g هر دو پوشا باشند و برد g برابر دامنه f باشد، آنگاه تابع fog پوشا است. برعکس، اگر تابع fog پوشا باشد، آنگاه f پوشا است (اما g لزوماً پوشا نیست). این خواص از توابع پوشا در ردهٔ مجموعه‌ها به هر epimorphism در هر ردهٔ دیگری قابل تعمیم‌اند.
هر تابعی را می‌توان به یک تابع پوشا و یک تابع یک به یک تجزیه کرد: به ازای هر تابع {\displaystyle h:X\to Z} وجود دارد تابعی پوشا مانند {\displaystyle f:X\to Y} و تابعی یک به یک مانند {\displaystyle g:Y\to Z} به گونه‌ای که {\displaystyle h=fog}. به منظور مشاهده این، {\displaystyle Y} را (z)اh-1هایی تعریف می‌کنیم که {\displaystyle z\in Z}. لThese sets are disjoint and partition X. در نتیجه f هر x را به عضوی از Y که آن را شامل می‌شود، می‌برد و g هر عضو Y را به نقطه‌ای از Z می‌برد که h نقاطش را می‌برد؛ بنابراین f پوشا است به دلیل اینکه یک projection map است و g طبق تعریف یک به یک است.